# Sipylus sericeus
Sipylus sericeus är en insektsart som beskrevs av William D. Funkhouser 1938. Sipylus sericeus ingår i släktet Sipylus och familjen hornstritar. Inga underarter finns listade i Catalogue of Life.